# Eulasia carinata
Eulasia carinata är en skalbaggsart som beskrevs av Baraud 1990. Eulasia carinata ingår i släktet Eulasia och familjen Glaphyridae. Inga underarter finns listade i Catalogue of Life.